# Encrasicholina
Encrasicholina là một chi cá trong họ Engraulidae.

## Các loài
Hiện tại người ta công nhận 11 loài trong chi này:
- Encrasicholina auster Hata & Motomura, 2017[2]
- Encrasicholina devisi (Whitley, 1940) - Cá cơm Devis.
- Encrasicholina gloria Hata & Motomura, 2016[3] - Cá cơm Hồng Hải.
- Encrasicholina heteroloba (Rüppell, 1837) - Cá cơm đầu ngắn, cá cơm mõm nhọn.
- Encrasicholina integra Hata & Motomura, 2020[4] - Cá cơm Papua.
- Encrasicholina intermedia Hata & Motomura, 2016[3] - Cá cơm Shiner.
- Encrasicholina macrocephala Hata & Motomura, 2015[5] - Cá cơm đầu to.
- Encrasicholina oligobranchus (Wongratana, 1983) - Cá cơm Philippine.
- Encrasicholina pseudoheteroloba (Hardenberg, 1933)[6]? - Cá cơm mõm nhọn.
- Encrasicholina punctifer Fowler, 1938 - Cá cơm Buccaneer, cá cơm đỏ, cá cơm sọc xanh.
- Encrasicholina purpurea (Fowler, 1900) - Cá cơm Hawaii, nehu.
- Encrasicholina sigma Hata & Motomura, 2020[7] - Cá cơm Makassar.

### Lưu ý
Theo Hata H. & Motomura H. (2016) thì việc kiểm tra các mẫu định danh của E. heteroloba và E. devisi (trước đây coi là 2 loài hợp lệ) cho thấy chúng chỉ là một loài. Vì thế E. heteroloba được Rüppell đặt năm 1837 (dưới danh pháp Engraulis heteroloba) có độ ưu tiên cao hơn trong việc chọn làm danh pháp chính thức so với E. devisi được Whitley đặt năm 1940 (dưới danh pháp Amentum devisi).
Cũng theo  các tác giả này thì E. pseudoheteroloba (Hardenberg, 1933) (đồng nghĩa: Stolephorus pseudoheterolobus Hardenberg, 1933), trước đây được coi là đồng nghĩa muộn của E. heteroloba, trên thực tế là loài hợp lệ theo đúng nghĩa và vì thế được nâng cấp lên thành loài.
E. heteroloba được phân biệt với các loài cùng chi bởi: Hàm trên dài (chóp phía sau trải rộng vượt quá mép sau của nắp tiền mang); 3 tia không phân nhánh trong vây lưng và vây hậu môn; tỷ lệ tương đối của chiều dài đầu là ngắn hơn (24,9–28,9% chiều dài tiêu chuẩn). E. pseudoheteroloba được phân biệt với các loài cùng chi bởi: Hàm trên dài (chóp phía sau trải rộng vượt quá mép sau của nắp tiền mang); 2 tia không phân nhánh trong vây lưng và vây hậu môn.
Tuy nhiên, hiện nay (năm 2024) Fish Base vẫn công nhận E. heteroloba và E. devisi là 2 loài riêng biệt, trong khi ghi nhận Stolephorus pseudoheterolobus như là danh pháp đồng nghĩa của E. heteroloba.